# خوش‌خال‌سهره‌ها
خوش‌خال‌سهره‌ها (نام علمی: Euschistospiza) سرده‌ای از پرندگان خانواده سهرگان ریز است که در جنوب صحرای آفریقا یافت می‌شود.
این سرده دارای دو گونه است:
| تصویر | نام رایج     | نام علمی                      | پراکندگی |
| ----- | ------------ | ----------------------------- | --- |
|       | خال‌سهره توسی | Euschistospiza dybowskii      | کامرون، جمهوری آفریقای مرکزی، چاد، جمهوری دموکراتیک کنگو، ساحل عاج، گینه، لیبریا، نیجریه، سنگال، سیرالئون، سودان جنوبی و اوگاندا. |
|       | خال‌سهره تیره | Euschistospiza cinereovinacea | آنگولا و جنگل‌های کوهستانی آلبرتین ریفت                                                                                            |